# Закорко Микола Тихонович
Микола Ти́хонович Зако́рко (19 грудня 1903, станція Баглій Катеринославської губернії, тепер місто Кам'янське Дніпропетровської області — 25 квітня 1978, Москва) — радянський діяч, залізничник, генерал-директор руху 2-го рангу, Герой Соціалістичної Праці. Начальник Сталінської залізниці та Південно-Східної залізниці, почесний залізничник.

## Біографія
Народився в родині залізничника. У 1920 році почав працювати на залізничному транспорті учнем телеграфіста станції Баглій. У 1924 році перейшов в Катеринославське паровозне депо, де був помічником машиніста паровоза. У 1930 році закінчив курси чергових по станції, став працювати черговим, потім заступником начальника станції Горяїнове. У січні 1932 року став диспетчером Дніпропетровського відділення руху, був відомим новатором на транспорті: забезпечував прискорений пропуск поїздів, домагався підвищення їх дільничної швидкості в 1,5 раза. 8 грудня 1935 року «за ініціативу у справі розгортання стахановського руху серед диспетчерів-експлуатаційників залізничного транспорту» був нагороджений орденом Трудового Червоного Прапора.
У липні 1936 року став начальником станції Дніпропетровськ (Сталінської залізниці). У червні 1937 року призначений начальником Сімферопольського відділення руху, в січні 1938 року обійняв посаду заступником начальника Сталінської залізниці.
У травні 1938 року обійняв посаду начальника Сталінської залізниці. З його приходом на дорозі значно покращилася робота багатьох станційних колективів. З перших годин німецько-радянської війни колектив дороги працював в умовах ворожих бомбардувань. На початку серпня 1941 року магістраль припинила роботу у зв'язку з початком бойових дій. У цих складних умовах Закорко виконав велику роботу для забезпечення евакуації важливих оборонних заводів.
З жовтня 1941 року — уповноважений Наркомату шляхів сполучення СРСР по Сталінградської залізниці. З 3 грудня 1941 року — начальник залізниці імені Лазаря Мойсейовича Кагановича.
З серпня 1942 року — начальник залізниці імені Молотова, а 2 жовтня 1943 року був знову призначений на посаду начальника Сталінської залізниці.
Указом Президії Верховної Ради СРСР від 5 листопада 1943 року за особливі заслуги в забезпеченні перевезень для фронту і видатні досягнення у відновленні залізничного транспорту в умовах воєнного часу Закорку Миколі Тихоновичу було присвоєно звання Героя Соціалістичної Праці.
Під його керівництвом були здійснені роботи по відновленню залізничних станцій, локомотивного, вагонного, енергетичного та інших господарств, у короткі терміни були відновлені мости через Дніпро біля Дніпропетровська (довжиною 1374 метри) і Запоріжжя (довжиною 1128 метрів). Були розгорнуті роботи по збільшенню пропуску поїздів для забезпечення наступу радянських військ на Правобережній Україні.
Продовжував обіймати посаду начальника Сталінської залізниці до 1950 року. У 1950 році став заступником начальника Рязано-Уральської залізниці.
З 1953 року — начальник Південно-Східної залізниці. У 1959 році вийшов на пенсію.
Останні роки проживав у Москві, де й помер. Похований на Калитніковському цвинтарі.

## Відзнаки
- Герой Соціалістичної Праці (5.11.1943)
- чотири ордена Леніна (23.11.1939, 5.11.1943, 31.07.1954, 1.08.1959)
- два ордени Трудового Червоного Прапора (8.12.1935, 23.01.1948)
- орден Суворова II ступеня (29.07.1945)
- орден Вітчизняної війни I ступеня
- орден Вітчизняної війни II ступеня (24.02.1945)
- орден Червоної Зірки (1.08.1942)
- медалі
- почесний залізничник